# Schrootfraude

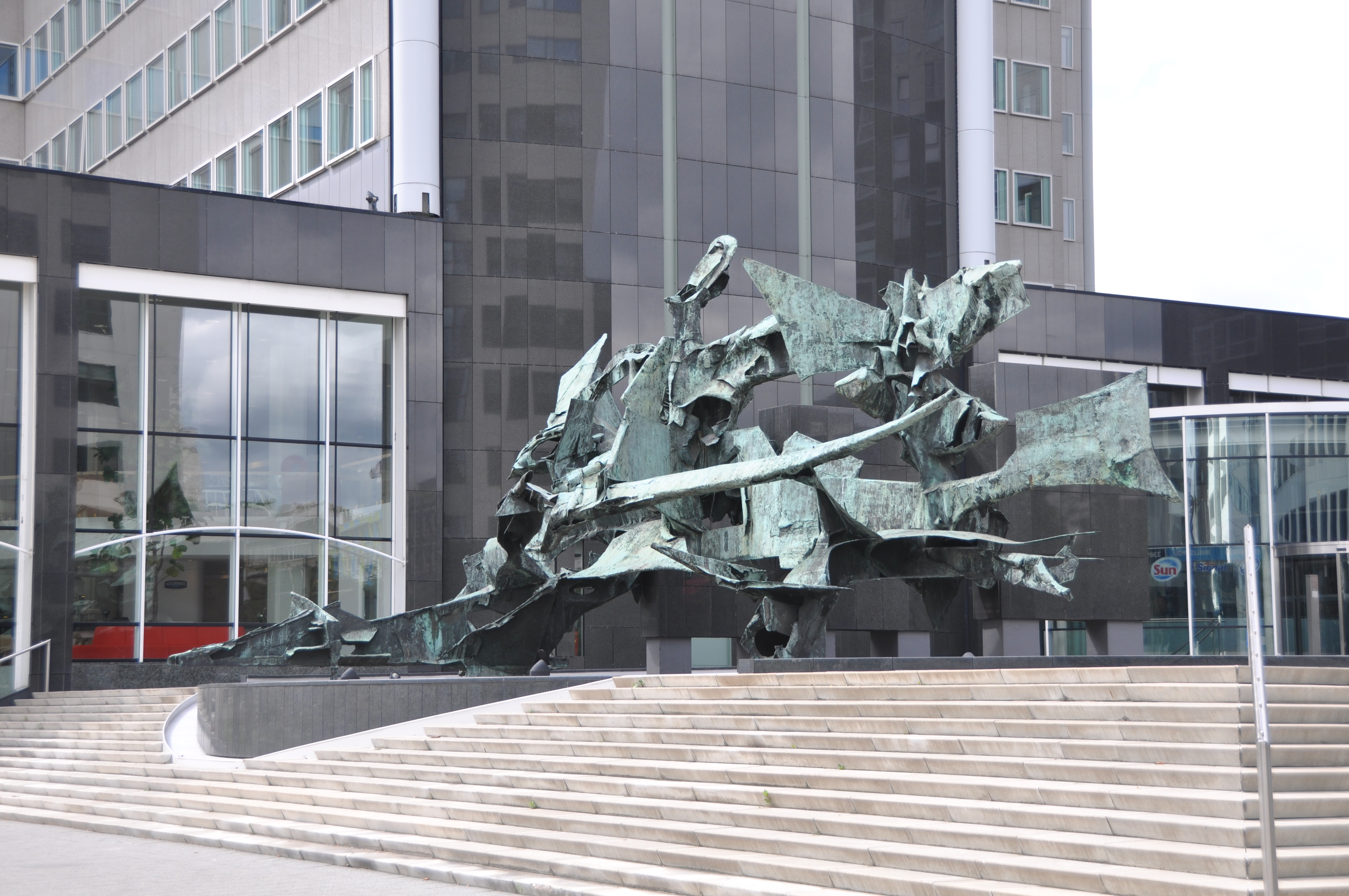
Het kunstwerk Belichaamde eenheid van Wessel Couzijn, dat bij plaatsing voor het oude hoofdkantoor van Unilever aan de Rochussenstraat door veel Rotterdammers ‘De schrootfraude’ werd genoemd, naar analogie van het enige jaren eerder spelende schandaal.

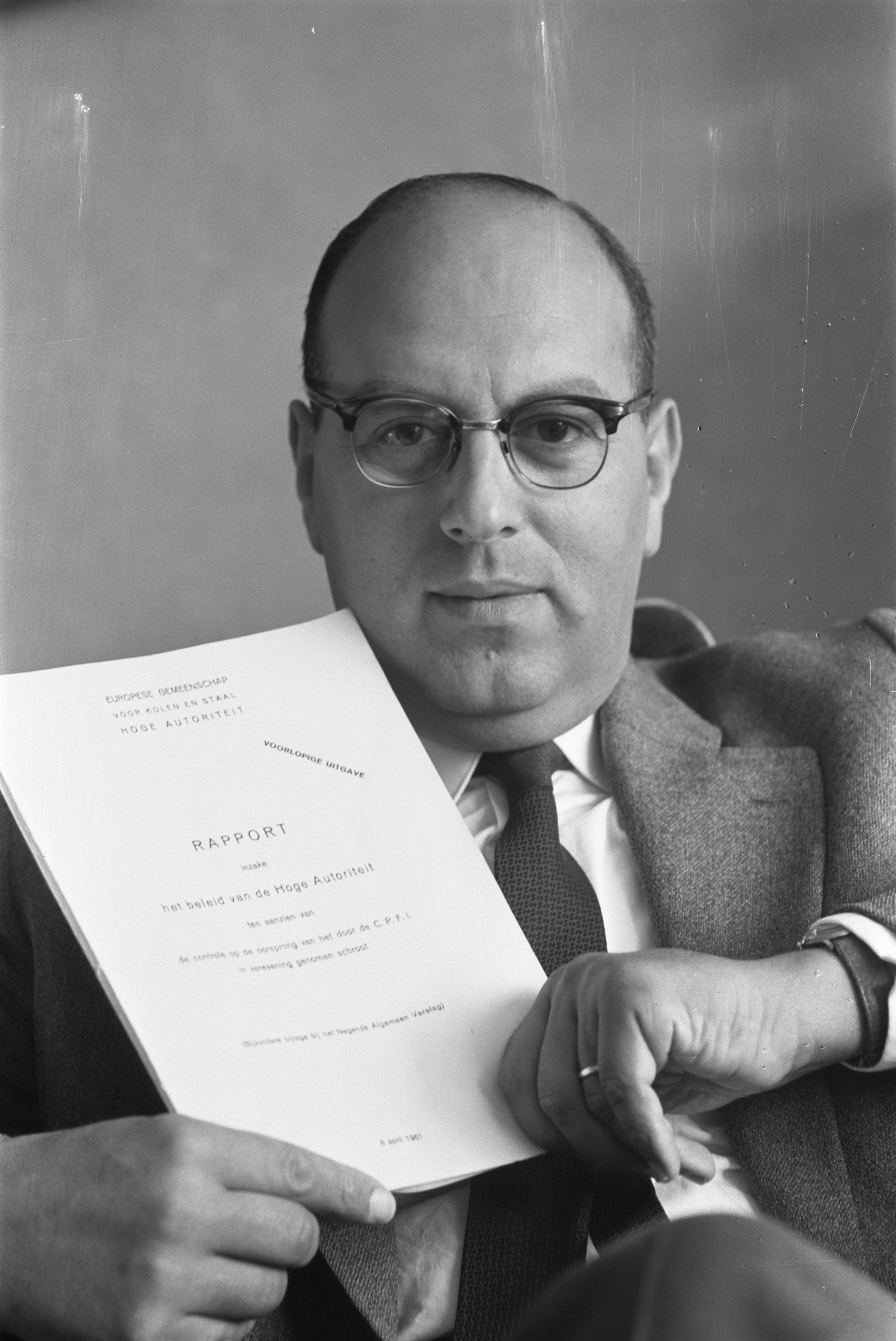
Louis Worms (1961)

Onder de schrootfraude wordt gewoonlijk de fraude met schroot verstaan die vanaf 1958 in de publiciteit kwam. Schaarste aan schroot had in de Europese Gemeenschap voor Kolen en Staal tot corruptie en zwendel geleid. De affaire werd aan het licht gebracht door klokkenluider Louis Worms. Hem was in november 1957 gebleken dat Krupp-Hansa bereid was om voor schroot meer dan de marktprijs te betalen. Worms ontdekte dat Krupp-Hansa samen met  handelaren en met medewerking van ambtenaren binnenlands schroot voor buitenlands toeslag-gerechtvaardigd schroot liet doorgaan. Deze hoge toeslag werd in eigen zak gestoken.
Door de schade die tijdens de Tweede Wereldoorlog in Europa was aangericht, bestond er in de eerste jaren van de Wederopbouw een groot aanbod van schroot. Naarmate het economisch herstel vorderde, nam de hoeveelheid schroot steeds verder af. Toen het buiten Europa ook steeds moeilijker te krijgen was, dreef dat de prijzen op. De Hoge Autoriteit van de EGKS vreesde dat hierdoor de kosten van de wederopbouw sterk zouden stijgen. Om de prijzen van schroot van buiten de EGKS, ook wel ‘derde-landenschroot’ genoemd, in de hand te houden, besloot de Autoriteit daarvoor een toeslag bij te passen. De handelaar of consument moest dan wel bewijzen dat het inderdaad om derde-landenschroot ging. Daaronder viel ook al het schroot wat er op de bodem van de zeeën buiten het gebied van de Gemeenschap lag. Dat was in deze periode veel omdat door oorlogshandelingen veel schepen waren verongelukt en vernietigd.
Bij de fraude speelden, naast de betreffende staalfabrikanten, nog enkele andere instanties mee: de zogenaamde leveranciers van het (valselijk als scheepsschroot aangeduide) binnenlandse schroot en de ambtelijke instelling van het land waar dit schroot dan zogenaamd binnenkwam en die daarvoor een verklaring van oorsprong moest afgeven. Voor Nederland, waar lang niet alle bedrog werd gepleegd maar wel een groot deel, was dit het ‘Rijksbureau voor Metalen’ van het Ministerie van Economische Zaken. Op 28 november 1957 deed Worms aangifte van de fraude bij dit ministerie.
De schuldige referendaris werd veroordeeld wegens (passieve) omkoperij en de leverancier werd eveneens vervolgd en veroordeeld wegens omkoping. Valsheid in geschrifte en het gebruikmaken van valse documenten werd echter niet ten laste gelegd en zo was voorlopige hechtenis niet mogelijk. De leverancier werd wel vervolgd en veroordeeld, maar uiteindelijk ontliep hij zijn straf door naar het buitenland te vertrekken. Totdat de verjaring van zijn zaak intrad, verbleef hij in Zwitserland en  Israël: twee landen die hem weigerden uit te leveren.
Toen de Hoge Autoriteit de regeringen van de lidstaten verzocht om in te grijpen, werd in Nederland mr. A.C.W. Beerman tot minister van Justitie benoemd. Beerman was advocaat en zijn voornaamste cliënt was Krupp-Hansa. Een van de eerste zaken die Beerman als minister regelde, was de voorbereiding van nieuwe vervolgingen stoppen. Toen de officier van justitie in Den Haag, mr. Maris, hieraan niet dadelijk voldeed, werd hij weggehaald uit het Openbaar Ministerie en kreeg een functie op het departement.
Worms verliet teleurgesteld Nederland om zich in Frankrijk te vestigen. Hij werd door de Franse autoriteiten het land uitgezet. Het verzoek om Worms Frankrijk uit te zetten kwam van de Nederlandse vertegenwoordiging bij de Europese Gemeenschap in Brussel. Op verzoek van Marinus van der Goes van Naters, lid van het Europees Parlement, draaiden de Fransen de zaak terug. In 1961 verklaarde het Europees Parlement dat Louis Worms met het onthullen van de schrootfraude aan de Europese Gemeenschap ‘de best mogelijke dienst had bewezen’.
De schrootfraude heeft de gemeenschap honderden miljoenen gekost, nog afgezien van de indirecte schade van de zwendel als gevolg van prijsafspraken.